# Леонард, Патрик
Патрик (Пэт) Рэймонд Леонард (англ. Patrick Raymond Leonard; род. 1956) — американский автор песен, клавишник, музыкальный  продюсер франкоканадского происхождения, известный своим длительным сотрудничеством с певицей Мадонной в качестве её клавишника, соавтора и сопродюсера.
Леонард также работал с другими музыкантами: поздними Pink Floyd и их солистом Роджером Уотерсом, Элтоном Джоном, Леонардом Коэном, Брайаном Ферри, Джулианом Ленноном, Родом Стюартом, Майклом Джексоном, Fleetwood Mac, Джефом Бекком, Брайаном Адамсом, Питером Сетерой, Джуэл, Blue October, Майклом Уитакером, Марианной Фэйтфул, и Робби Робертсоном. Он также выступил композитором во многих фильмах и театральных постановках.

## Наиболее известные работы
- С Мадонной — принимал участие в записи альбомов True Blue, Like a Prayer, I’m Breathless, Something to Remember, Ray of Light. Наиболее известные композиции, на которых выступал соавтором и сопродюсером: «Live to Tell», «La Isla Bonita», «Who’s That Girl», «The Look of Love», «Like a Prayer», «Cherish», «Dear Jessie», «Oh Father», «Hanky Panky», «I’ll Remember», «Frozen», «Nothing Really Matters».
- С Toy Matinee
- С Third Matinee
- С Джуэл
- С Julian Lennon
- С Nick Kamen
- С Брайаном Ферри
- С Робби Робертсоном
- С Marilyn Martin
- С Роджером Уотерсом
- С Элтоном Джоном
- С Pink Floyd — принимал участие в записи альбома «A Momentary Lapse of Reason» как клавишник, а также как соавтор композиции «Yet Another Movie» (с Дэвидом Гилмором).
- С Peter Cetera
- С Джефом Беком
- С Donna DeLory
- С Родом Стюартом
- С Dream Academy
- С Kenny Loggins
- С Schasle
- С Энрике Иглесиасом — принимал участие в записи кавер-версии песни Брюса Спрингстина"Sad Eyes" для четвёртого студийного альбома «Enrique», который вышел в 1999 году. Также Леонард написал песню «I’m Your Man», которая вошла в альбом
- С Blue October — сопродюсер альбома Foiled, а также соавтор песни The End с альбома Approaching Normal.
- С Леонардом Коэном на Popular Problems (2014)